# Clelia Sarnelli Cerqua
Clelia Cerqua (Il Cairo, 23 ottobre 1924 – Napoli, 9 marzo 2009) è stata un'arabista e islamista italiana.

## Biografia
Figlia di Saverio Cerqua (chirurgo all'Ospedale italiano del Cairo) e di Agata Baratti, si laureò nel 1946 nell'Istituto Universitario Orientale di Napoli in “Lingua, letteratura e istituzioni musulmane", sezione arabo, e sposò due anni più tardi Guido Sarnelli al Cairo, dov'era nel frattempo tornata. Qui, nel 1957, conseguì il magistère in "Storia dell'Islam" presso la facoltà di lettere dell'Università del Cairo e insegnò arabo alle alunne delle suore francescane del Cairo, prima di tornare in Italia come vincitrice nel 1959 del concorso di assistente ordinario di "Storia e civiltà del Vicino e Medio Oriente dall'avvento dell'Islam, all'età moderna"” nell'Istituto Universitario Orientale.
Clelia Sarnelli Cerqua fu addetta all'Istituto italiano di cultura del Cairo da quell'anno al 1962 e nel 1969 conseguì la libera docenza  di “Storia e civiltà del Vicino e Medio Oriente dall'avvento dell'Islam all'età moderna”. Dal 1965 al 1973 svolse, come professore incaricato, i corsi di “Dialetti arabi” presso la Facoltà di Lettere dell'Università di Roma.
Vincitrice del concorso a cattedra nel 1980 di "Lingua araba" presso la facoltà di scienze politiche dell'Istituto Universitario Orientale, fu dal 1983 al 1999 professore ordinario di "Storia del Vicino Oriente dall'avvento dell'Islam all'età moderna" presso la Scuola di Studi Islamici di quell'Ateneo.
Fu direttore del Dipartimento di Studi e Ricerche su Africa e Paesi arabi (DSRAPA) dell'IUO per gli anni accademici 1986-89-1989-92 e 1998-99, e preside della Scuola di Studi Islamici (SSI) dal 1992 al 1998.
Socia di vari istituti orientalistici italiani e stranieri (Associazione degli storici italiani, Istituto per l'Oriente – di cui fu vicepresidente – Istituto italo-africano, Union Européenne des Arabisants et Islamisants (UEAI), Accademia Pontaniana Società nazionale di scienze, lettere e arti e dell'Accademia di archeologia, lettere e belle arti), Clelia Sarnelli Cerqua è stata la prima traduttrice delle opere in prosa del premio Nobel egiziano Nagib Mahfuz.

## Collaborazioni televisive
Clelia Sarnelli Cerqua preparò nel 1986, insieme al prof. Mahmud Salem el-Sheikh, dell'Università di Firenze e dell'Accademia della Crusca, il primo corso televisivo di lingua italiana per i Paesi arabi, articolato su 46 lezioni, registrato presso la sede RAI di Napoli e pubblicato dalla ERI di Roma in quello stesso anno.

## Opere
Autrice di numerosi articoli e saggi - riportati alle pagine VI-X sul volume in suo onore su Studi magrebini XXVI (1998-2002), tra cui:
- Muǧāhid al-ʿĀmirī: qāʾid al-ustūl al-ʿarabī fī gharbi al-baḥr al-abyaḍ al-mutawassiṭ fī l-qarn al-khāmis al-hiǧrī (Muǧāhid al-ʿĀmirī: comandante della flotta araba nel Mediterraneo occidentale nel V secolo dell'Egira), Lajnat al-bayān al-ʿarabī, Il Cairo, 1961.
- "La vita intellettuale a Denia alla corte di Muǧāhid al-ʿĀmirī, in: Scritti in onore di Laura Veccia Vaglieri, AIUON, N.S., XIV, parte II, Napoli, 1964, pp. 597-622.
- "La fuga in Marocco di al-Shihāb Aḥmad al-Ḥajarī al-Andalusī", in Studi Magrebini, 1 (1966), pp. 215–229 + XVIII tavv.
- "Islamizzazione e Arabizzazione dell'Africa del Nord", in: Il Medioevo arabo e islamico dell'Africa del Nord, nel volume Maghreb, Jaca Book, Milano, 1991, pp. 55–77.
- Muhammad Negib, Memorie 1919-1973, La Nuova Italia, Firenze, 1976, 210 pp.
- Nagib Mahfuz, Tra i due palazzi (Bayna al-qaṣrayn), Tullio Pironti, Napoli, 1989, 653 pp. + note
- Nagib Mahfuz, La via dello zucchero (al-Sukkariyya), Tullio Pironti, Napoli, 1992, 454 pp.
- Nagib Mahfuz, La taverna del gatto nero (Khammarat al-qiṭṭ al-aswad), Tullio Pironti, Napoli, 1993
- Nagib Mahfuz, L'epopea dei Harafish (Malhamat al-Harafish), Tullio Pironti, Napoli, 1999, 562 pp.

Ha infine curato con F. Bruni e M. Salem el-Sheikh, dell'Università di Firenze e dell'Accademia della Crusca, il I corso televisivo di lingua italiana per i Paesi arabi (46 lezioni), accompagnato da un libretto di 201 pagine, edito dalla ERI di Roma nel 1986.